# Тройна точка
Тройна точка се нарича състоянието на равновесие между три фази в една еднокомпонентна система. Тя се дефинира с температура ТТ и налягане PТ, които са физични константи за чистите вещества. Тъй като тези параметри са лесно и точно възпроизводими (ако компонентът е с висока чистота), те се използват често за калибрация на термометри.
Според правилото за фазите при равновесие на три фази в еднокомпонентна система степените на свобода са нула. Изменението на параметрите на системата води до изчезването на една или две от фазите.
За водата тройната точка е при температура ТТ = 273,16 K (0,01 °C) и налягане PТ = 611,657 Pa.